# 滕宁
滕宁（德語：Tönning，發音：[ˈtœnɪŋ] ⓘ）是德国石勒苏益格-荷尔斯泰因州北弗里斯兰县的城市，面积44.43平方千米，2023年12月31日人口为4,940人。